# Эрдман, Николай Робертович
Никола́й Робе́ртович Э́рдман (3 [16] ноября 1900, Москва — 10 августа 1970, там же) — советский поэт и драматург, киносценарист. Лауреат Сталинской премии второй степени (1951).

## Биография

### Ранние годы
Николай Эрдман родился в семье бухгалтера фабрики «Товарищества шёлковой мануфактуры», лютеранина и уроженца Митавы Роберта Карловича Эрдмана (1860—1950), впоследствии также блеснувшего ролями второго плана в фильмах «Окраина» и «Весёлые ребята», и Валентины Борисовны Эрдман (в девичестве Кормер, 1880—1964). Её отец Борис Васильевич Кормер (1851—1915) владел часовой мастерской. Бабушка со стороны матери, Прасковья Абрамовна Гольдберг (1854—1938), была дочерью московского купца первой гильдии и мануфактурщика Абрама Симховича Гольдберга. Тётя, Ольга Борисовна Кормер (1885—1963), была замужем за протоиереем С. И. Голощаповым.
Учился в Москве, в Петропавловском реальном коммерческом училище. В 1919 году был призван в Красную Армию. Демобилизовался в 1920 году и тогда же начал литературную деятельность. Под влиянием своего брата Бориса, художника, вошёл в группу имажинистов, опубликовал несколько стихотворений, писал тексты для артистических кабаре; работал в жанре популярных в те годы сатирических обозрений, часто в соавторстве с В. З. Массом, для мюзик-холла, позже для Театра Сатиры (в том числе «Москва с точки зрения»), был автором интермедии в знаменитом спектакле Театра им. Вахтангова «Лев Гурыч Синичкин» по пьесе Д. Ленского (1924).

### «Мандат» и «Самоубийца»
В 1924 году Николай Эрдман написал свою первую пьесу — «Мандат». Поставленная в 1925 году в Театре им. Вс. Мейерхольда (премьера состоялась 20 апреля), а затем в Ленинградском академическом театре драмы, пьеса принесла признание молодому драматургу. В 1920-х годах сатирическую комедию Эрдмана ставили во многих городах СССР, в том числе в Одессе и Харькове, Баку и Ташкенте; в 1927 году пьеса была поставлена в Берлине и в одном только ГосТиМе выдержала более 350 представлений.
Иная судьба ожидала вторую пьесу Эрдмана — «Самоубийца», написанную в 1928-м. В том же году её принял к постановке Вс. Мейерхольд, но не получил разрешения Главреперткома; в начале 1930-х разрешение как будто было получено: в декабре 1931 года пьесу Эрдмана начали репетировать во МХАТе, но спектакль так и не был выпущен; в мае 1932 года к репетициям «Самоубийцы» приступил Мейерхольд в ГосТиМе, но и его спектакль был запрещён на стадии генеральной репетиции. В этот период изменилось отношение и к «Мандату».
В 1982 году бывший актёр ГосТиМа Валентин Плучек поставил многострадальную пьесу Эрдмана в Московском театре Сатиры, но прожил спектакль недолго и вскоре был запрещён; лишь в 1986 году Плучек смог возобновить «Самоубийцу».
В 1925 году Эрдман совершил поездку в Германию и Италию, где познакомился с М. Горьким.

### Арест и ссылка
С 1927 года Николай Эрдман работал в кинематографе как сценарист. Вместе с Владимиром Массом и Григорием Александровым он написал сценарий фильма «Весёлые ребята», однако во время съёмок комедии в Гаграх, в 1933 году, Эрдман и Масс были арестованы. Поводом для этого стали сочинённые ими и не предназначенные для печати политически острые стихи и пародии. Фамилии обоих сценаристов из титров фильма были удалены. Следствие по их делу вёл Н. Х. Шиваров; приговор, вынесенный Эрдману, оказался мягким для того времени — ссылка на 3 года в г. Енисейск.
Реабилитирован в 1989 году.
Ещё в 1928 году Николай Эрдман познакомился с одной из ведущих актрис МХАТа Ангелиной Степановой, с которой на протяжении ряда лет был связан непростыми отношениями: Степанова в то время была замужем за режиссёром Николаем Горчаковым, сам Эрдман был женат на Дине Воронцовой (1898—1942), балерине и эстрадной танцовщице.
Однако именно благодаря ходатайствам Степановой в 1934 году Эрдман был переведён в Томск, куда прибыл 8 марта. Вскоре Степанова вышла замуж за Александра Фадеева.
В Томске Эрдман проживал в Подгорном переулке (ныне — Беленца), д. 6. Чем он занимался почти полтора года, пока не установлено. 1 сентября 1935 года был зачислен в Томгортеатр заведующим литературной частью. Приказом от 22 октября 1936 года Эрдман был уволен с этой должности с 1 ноября по собственному желанию — в 1936 году его освободили, но без права жительства в столице и других крупнейших городах. Эрдман поселился в Калинине (ныне Тверь), в дальнейшем он жил в Вышнем Волочке, Торжке, Рязани.

### После ссылки
После ареста Эрдмана был запрещён и его «Мандат»; Эрдман продолжал попытки создания новой пьесы, но ни одна не была закончена, известно лишь одно название из задуманных — «Гипнотизёр». Продолжал работать в кино; стал одним из авторов сценария нового фильма Г. Александрова — «Волга-Волга», в 1941 году удостоенного Сталинской премии.
По воспоминаниям Натальи Чидсон, после начала Великой Отечественной войны желал попасть на фронт. Но как бывший ссыльный, носитель немецкой фамилии, опасался, что его могут отправить не на фронт, а в трудармию, что могло означать работу под конвоем. Находился в начале войны в Рязани вместе с Михаилом Вольпиным, где добровольцами их не взяли, оставалось ждать следующей мобилизации. Хотя Рязань не входила в число запрещённых к проживанию городов для Эрдмана, им пришлось оттуда уехать, так как прописку им не дали. Они уехали в Ставрополь на Волге (ныне Тольятти), где и были  зачислены в сапёрный батальон инженерной бригады 7-й сапёрной армии.  Войска постоянно отступали. Пройдя во время отступления 600 км, Эрдман повредил ногу, вследствие чего у него началась флегмона. Им удалось сесть на воинский эшелон, который прибыл в Саратов, где на вокзале их заметили Николай Дорохин, Борис Ливанов и Борис Петкер — артисты эвакуированного МХАТа. Они привели их в гостиницу «Европа», где сами жили. И. И. Москвин, исполнявший обязанности директора, привёл к Эрдману врача, которому удалось спасти его ногу от ампутации.
До конца года Эрдман и Вольпин находились в Саратове. В канун 42-го года начальник клуба НКВД Борис Сергеевич Тимофеев, придя на квартиру, где они вмести с артистами МХАТа находились, сообщил, что их приглашают быть авторами в Ансамбле НКВД. Тимофеев был с ними знаком, так как ещё до войны Эрдман и Вольпин писали программу для ансамбля. Они были вызваны в Москву, где их поселили при клубе, дав комнату. С января 1942 года по январь 1947 года проходит действительную службу в составе военной команды Ансамбля песни и пляски НКВД.
Во время войны он участвовал во фронтовых бригадах, обслуживавших войска НКВД, носил форму. Однажды, глядя на себя в зеркало, грустно заметил: «У меня такое ощущение, будто за мной опять пришли…».
После войны Эрдман писал сценарии к фильмам, работал в Театре на Таганке.
Многие годы Эрдман сотрудничал c Михаилом Вольпиным. В частности, этим дуэтом (Эрдман — проза, Вольпин — стихи) создан русский текст оперетты Штрауса «Летучая мышь» (включая знаменитую сцену «про собаку Эмму»), позже использованный при экранизации. О работе Эрдмана над переводами классических оперетт говорят слова Г. М. Ярона:

Мне кажется, что за все годы было только две удачные переделки классических оперетт — это «Боккаччо» В. Масса и Н. Эрдмана, шедшая у нас в 1930 году в постановке В. Бебутова, и «Летучая мышь» Н. Эрдмана и М. Вольпина, поставленная у нас же И. Тумановым в 1947 году.

Николай Робертович Эрдман умер 10 августа 1970 года на 70-м году жизни. 13 августа похоронен в Москве на Новом Донском кладбище.

## Семья
Первая жена — Надежда Александровна Воронцова (1898—1942), балерина, танцевала в мюзик-холле, в гастрольных коллективах, снималась в короткометражных кинофильмах.
Вторая жена — Наталья Васильевна Чидсон (1916—2008) балерина, служила в Большом театре СССР. В браке с Эрдманом она состояла с 1946 по 1953 год.
Третья жена — Инна Ивановна Кирпичникова, балерина музыкального театра имени Станиславского и Немировича-Данченко. Скончалась спустя год после смерти Эрдмана.
Двоюродный племянник — писатель Владимир Фёдорович Кормер.

## Творчество

### Сочинения
Пьесы
- «Носорогий хахаль», пародия на пьесу «Великолепный рогоносец»
- 1923 — «Шестиэтажная авантюра», буффонада
- 1924 — «Гибель Европы на Страстной площади»
- 1924 — «Москва с точки зрения», обозрение, в соавторстве с В. Массом и др.
- 1925 — «Мандат»
- 1928 — «Самоубийца»
- «Квалификация» (драматическая миниатюра)
- «Мать»
- «Гипнотизёр», не завершена
- Инсценировка «Героя нашего времени» М. Ю. Лермонтова, в соавторстве с Юрием Любимовым

Либретто оперетт
- «Мадам Аршидюк» Ж. Оффенбаха (Мастерская Фореггера, 1922)
- «Нищий студент» Карла Миллёкера (Театр им. Станиславского и Немировича-Данченко, 1945)
- «Летучая мышь» Иоганна Штрауса (1947, проза; стихи М. Вольпина)

Либретто балетов

Сценарии художественных и мультипликационных фильмов
Сценарии цирковых представлений
Интермедии
- Интермедии к сказке Карло Гоцци «Турандот»
- Интермедии к спектаклю по комедии Уильяма Шекспира «Два веронца»
- Интермедии к спектаклю по трагедии У. Шекспира «Гамлет»
- Интермедии к спектаклю «Пугачёв» по драматической поэме Сергея Есенина
- Интермедия к комедии-оперетте Ф. Эрве «Мадемуазель Нитуш»

Куплеты, сцены для спектаклей
- Куплеты к водевилю Д. Ленского «Лев Гурыч Синичкин»
- Сцена к водевилю Д. Ленского «Лев Гурыч Синичкин»

Скетчи и куплеты для кабаре
Скетчи
Стихотворения
Басни

### Театральные постановки
«Мандат»
- 1925, 20 апреля, — Театр им. Мейерхольда. Постановка Вс. Мейерхольда; художники Илья Шлепянов, Пётр Вильямс
- 1925, 2 октября, — Ленинградский академический театр драмы. Постановка Виктора Раппопорта; художник-постановщик, художник по костюмам — Николай Акимов[11]
- 1988 — Пермский театр «У Моста», постановка Сергея Федотова
- 2020 — Государственный драматический театр «На Литейном». Постановка Дениса Азарова; художник София Матвеева
- 2023 — «Et cetera» (Москва). Реж. Владимир Панков
- 2023 — Театр «Студия Театрального Искусства», постановка Сергея Женовача.

«Самоубийца»
- 1982 — Московский театр Сатиры, постановка Валенина Плучека
- 1989 — Театр «Творческие мастерские Кирилла Датешидзе», постановка Кирилла Датешидзе
- 1990 — Театр на Таганке, постановка Юрия Любимова; художник Давид Боровский
- 2000 — Московский театр на Юго-Западе, постановка Валерия Беляковича
- 2006 — Российский академический молодёжный театр
- 2013 — Театр на Таганке, режиссёр Рената Сотириади, художник Ирина Титоренко
- 2015 — Театр «Студия Театрального Искусства», постановка Сергея Женовача.
- 2017 — Дзержинский театр драмы, постановка Сергея Стеблюка
- 2022 — Театр имени Е. Б. Вахтангова, постановка Павла Сафонова
- 2024 — МХТ имени Чехова, режиссёр Николай Рощин[17].

### Экранизации
- 1972 — «Самоубийца» серб. «Samoubica» (Югославия) — телефильм по пьесе «Самоубийца»
- 1979 — «Летучая мышь» (СССР) — фильм режиссёра Я. Фрида по одноимённой оперетте
- 1980 — Альманах сатиры и юмора (СССР) — телевизионная инсценировка по мотивам либретто Н. Эрдмана оперетты И. Штрауса «Летучая мышь»
- 1990 — «Самоубийца» (СССР) — фильм режиссёра В. Пендраковского по пьесе «Самоубийца»

### Фильмография
| Год             | Название                                                         | Соавторы (если есть)                                                |
| --------------- | ---------------------------------------------------------------- | ------------------------------------------------------------------- |
| 1927            | Турбина № 3                                                      | Адриан Пиотровский                                                  |
| 1927            | Митя                                                             |                                                                     |
| 1928            | Проданный аппетит (среднеметражный)                              | Анатолий Мариенгоф                                                  |
| 1928            | Дом на Трубной                                                   | Белла Зорич, Анатолий Мариенгоф, Вадим Шершеневич, Виктор Шкловский |
| 1929            | Посторонняя женщина                                              | Анатолий Мариенгоф                                                  |
| 1933            | Весёлые ребята                                                   | Владимир Масс, Григорий Александров                                 |
| 1938            | Волга-Волга                                                      | Михаил Вольпин, Григорий Александров                                |
| 1940            | Старый наездник                                                  | Михаил Вольпин                                                      |
| 1941            | «Эликсир бодрости» (в Боевом киносборнике № 7, короткометражный) | Михаил Вольпин                                                      |
| 1943 или 1942   | Принц и нищий                                                    |                                                                     |
| 1943            | Актриса                                                          | Михаил Вольпин                                                      |
| 1946            | Здравствуй, Москва!                                              | Михаил Вольпин                                                      |
| 1951            | Смелые люди                                                      | Михаил Вольпин                                                      |
| 1951            | Спортивная честь                                                 | Михаил Вольпин                                                      |
| 1953            | Застава в горах                                                  | Михаил Вольпин                                                      |
| 1954            | Шведская спичка (среднеметражный)                                |                                                                     |
| 1956            | На подмостках сцены                                              | Михаил Вольпин                                                      |
| 1957            | Рассказы о Ленине (новелла «Подвиг солдата Мухина»)              | Михаил Вольпин                                                      |
| 1959            | Косолапый друг                                                   | Михаил Вольпин                                                      |
| 1961            | Мишель и Мишутка (среднеметражный)                               | М. Демиденко                                                        |
| 1961            | Любушка                                                          | —                                                                   |
| 1962—1963       | Необыкновенный город                                             |                                                                     |
| 1963            | Укротители велосипедов                                           | Юрий Озеров, Юлий Кун                                               |
| 1963            | Каин XVIII                                                       | Евгений Шварц                                                       |
| 1964            | Морозко                                                          | Михаил Вольпин                                                      |
| 1966 (или 1965) | Город мастеров                                                   |                                                                     |
| 1968            | Огонь, вода и… медные трубы                                      | Михаил Вольпин                                                      |
| 1975            | Дрессировщики (фильмы «Побег», «Приключения медвежонка»)         | Участие в сценариях                                                 |
| Мультфильмы     |                                                                  |                                                                     |
| 1948            | Федя Зайцев                                                      | Михаил Вольпин                                                      |
| 1953            | Храбрый Пак                                                      | литературная обработка                                              |
| 1953            | Братья Лю                                                        |                                                                     |
| 1953            | Полёт на Луну                                                    | В. Морозов                                                          |
| 1954            | Оранжевое горлышко                                               |                                                                     |
| 1954            | Золотая антилопа                                                 | литературная обработка                                              |
| 1955            | Остров ошибок                                                    | Михаил Вольпин                                                      |
| 1955            | Ореховый прутик                                                  | литературная обработка                                              |
| 1956            | Двенадцать месяцев                                               | Самуил Маршак                                                       |
| 1956            | Палка-выручалка                                                  | литературная обработка                                              |
| 1956            | Приключения Мурзилки (только выпуск 1)                           | О. Эрберг, Н. Каранов                                               |
| 1957            | Исполнение желаний                                               | литературная обработка                                              |
| 1957            | Верлиока                                                         | Александра Снежко-Блоцкая                                           |
| 1957            | В некотором царстве                                              |                                                                     |
| 1957            | Снежная королева                                                 | Лев Атаманов, Георгий Гребнер                                       |
| 1957            | Тихая пристань                                                   | В. В. Медведев                                                      |
| 1958            | Кошкин дом                                                       | Самуил Маршак                                                       |
| 1958            | Тайна далёкого острова                                           | В. Данилов                                                          |
| 1959            | Янтарный замок                                                   | литературная обработка                                              |
| 1959            | Приключения Буратино                                             | Л. И. Толстая                                                       |
| 1959            | День рождения                                                    | литературная обработка                                              |
| 1960            | Человечка нарисовал я                                            | Михаил Вольпин                                                      |
| 1960            | Королевские зайцы                                                | Литературная обработка                                              |
| 1961            | Три пингвина                                                     |                                                                     |
| 1964            | Дюймовочка                                                       |                                                                     |
| 1965            | Лягушка-путешественница                                          |                                                                     |
| 1966            | Поди туда, не знаю куда                                          |                                                                     |
| 1968            | Кот, который гулял сам по себе                                   |                                                                     |
| 1969            | Снегурка                                                         |                                                                     |
| 1970            | Самый главный                                                    | —                                                                   |
| 1970            | Быль-небылица                                                    | При участии Аркадия Снесарёва                                       |

Автор текстов песен
- 1924 — «Шумит ночной Марсель», музыка Милютин, Юрий Сергеевич
- 1949 — «Чудесный колокольчик» (мультфильм)

## Признание и награды
- Сталинская премия второй степени (1951) — за сценарий фильма «Смелые люди»[18]

## Память
фильмы о персоне
- 2006 — «Хранят так много дорогого…, или Эрдман и Степанова: двойной портрет в интерьере эпохи» (документальный, Россия);
- 2015 — сериал «Орлова и Александров», в роли Николая Эрдмана - Алексей Вертков.